# 聰子與娜妲
《聰子與娜妲》（日语：サトコとナダ）是ユペチカ創作的四格漫畫，西森瑪麗監修。2017年1月至2018年11月於《最前線》連載，單行本共4集，描述日本人聰子與沙烏地阿拉伯人娜妲在美國的留學生活。

## 概要
本漫畫是基於作者自身留學經驗所創作的日本留學生故事。聰子赴美留學，同居的室友是來自沙烏地阿拉伯的娜妲，兩人在美國展開友誼與文化交流。

## 出版書籍
| 冊數 | 星海社         | 星海社                 |
| 冊數 | 發售日期       | ISBN                   |
| ---- | -------------- | ---------------------- |
| 1    | 2017年7月7日   | ISBN 978-4-06-369572-4 |
| 2    | 2017年11月27日 | ISBN 978-4-06-510770-6 |
| 3    | 2018年4月26日  | ISBN 978-4-06-511432-2 |
| 4    | 2018年12月10日 | ISBN 978-4-06-513825-0 |

## 獲獎
- 2017年下一部人氣漫畫大賞網路漫畫部門第4名[2]
- 《這本漫畫真厲害！2018》女生篇第3名[1]
- 2020年Young Adult Library Services Association's Great Graphic Novels for Teens